# Bianca Rossi
Bianca Rossi (Ponzano Veneto, 2 maggio 1954) è un'ex cestista italiana.

## Carriera
Nata da una famiglia di agricoltori, penultima di otto fratelli, fu avviata alla pallacanestro, a quattordici anni, mentre frequentava la seconda media, dall'insegnante di ginnastica. Si inserì nelle giovanili della Pallacanestro Femminile Treviso.
Successivamente vantò una buona carriera cestistica. Militò in diverse squadre di club: Roma, Treviso, Milano, Parma e Ferrara. Con la Nazionale Femminile di basket ottenne 225 presenze, 2 489 punti e con 11,4 di media punti, oltre ad una partecipazione alle Olimpiadi di Mosca del 1980.
A 33 anni smise l'attività agonistica. Successivamente si occupò della sezione femminile del Ponzano Basket.
Nel febbraio del 2016 viene inserita dalla Federazione Italiana Pallacanestro nella Italia Basket Hall of Fame.

## Palmarès
- Campionato italiano: 1
Pagnossin Treviso: 1980-81.